# Non siamo soli
Non Siamo Soli ist ein italienisches Lied aus dem Jahr 2007, das in italienischer Sprache vom italienischen Musiker Eros Ramazzotti und dem puerto-ricanischen Musiker Ricky Martin aufgeführt wird. Ricky Martin sang dieses Lied auf Italienisch, obwohl Spanisch seine Muttersprache ist. Das Musikvideo zu diesem Song wurde im November 2007 veröffentlicht und in den Vereinigten Staaten gedreht. Die Texte stammen vom italienischen Musiker Kaballà und dem römischen Komponisten Giudetti.